# Ґрабняк (Мінський повіт)
Ґрабняк (пол. Grabniak) — село в Польщі, у гміні Добре Мінського повіту Мазовецького воєводства.
Населення — 69 осіб (2011).
У 1975—1998 роках село належало до Седлецького воєводства.

## Демографія
Демографічна структура станом на 31 березня 2011 року:
|          | Загалом | Допрацездатний вік | Працездатний вік | Постпрацездатний вік |
| -------- | ------- | ------------------ | ---------------- | -------------------- |
| Чоловіки | 38      | 11                 | 22               | 5                    |
| Жінки    | 31      | 6                  | 15               | 10                   |
| Разом    | 69      | 17                 | 37               | 15                   |